# 频分多路复用

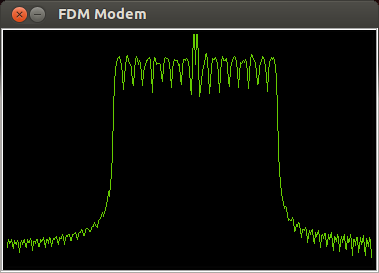
承載數位資料的FDM通道的通頻帶，透過四位元相位偏移（QPSK）調變。

频分多路复用（Frequency-division multiplexing，FDM），也叫分频多工，是一种将多路基带信号调制到不同频率载波上再进行叠加形成一个复合信号的多路复用技术。
历史上，电话网络曾使用FDM技术在单个物理电路上传输若干条语音信道。这样，12路语音信道被调制到载波上各自占据4KHz带宽。这路占据60－108KHz频段的复合信号被认为是一个组。反过来，五个这样的信号组本身被同样的方法多路复用到一个超级组中，这个组包含60条语音信道。进一步甚至有更高层次的多路复用，这样使得单个电路中传输几千条语音信道成为可能。
在现代电话系统所使用的数字传输方式中，时分多路复用（Time-Division Multiplexing）代替了FDM技术。
在无线网络的应用上，除了以FDM在各个频率作传输，为了使不同的封包能在同一通道上传输，也同时使用了码分多址（CDMA）这样的多路复用技术。
FDM也能被用于在最终调制到载波上之前合并多路信号。在这种情况下，所载信号被认为是次载波。立体声调频（stereo FM）传输就是这样一个例子：38KHz次载波被用于在复合信号频率调制之前从中央左右合并信道中分离出左右不同的信号。
当频分多路复用被用于允许多路用户共享一个物理通信信道时，它又被称为频分多址（FDMA）。
FDMA是一种从不同发送器中分离无线电信号的传统方法。在光学领域类似频分多路复用的技术被称为波分复用。

## 優缺點

### FDM優點
FDM提供了在相同通道同時傳遞多個數據。

### FDM缺點
傳統類比FDM訊號，如果要分離出每個不同的單獨訊號，需要多個濾波器，才能實作。可能會導致頻率之間的干擾並干擾傳輸。

## FDM 系統

### 類比載波系統
標準電話語音頻段300–3400Hz是透過單邊振幅調變(single sideband amplitude modulation)，載波在高頻率的頻段上，是目前頻率使用上最有效率的類比載波系統。

### 數位載波系統
現在的傳輸上漸漸都透過數位的調變來傳遞訊號，比方說OFDM系統，而且透過正交的子載波，使得頻譜上並不重疊，對於頻譜運用效率提高，在data rate和傳統FDM系統相當，可是可以有效對抗對於頻率選擇性衰減。使得收到訊息可靠度大幅提高。

## FDM的應用
目前大部分的第二代行動電話(GSM)、第三代行動電話(WCDMA)、無線式行動電話(PHS)等都有使用分頻多工接取技術。
例如：有線電視訊號，以頻率50~56MHz傳送HBO、頻率56.2~62.2MHz傳送CNN等電視頻道；第二代行動電話GSM900系統，每個語音通道的頻寬為0.2MHz(200KHz)，就是屬於分頻多工接取。
主要技術有兩種：
- 多通道每載波（MCPC）
- 單通道每載波（SCPC）

FDMA與頻分雙工（FDD）不同。儘管FDMA允許多個用戶同時訪問傳輸系統，但FDD指的是如何在上行鏈路和下行鏈路之間共享無線電信道（例如，移動電話與移動電話基站之間來回的流量）。頻分複用（FDM）也不同於FDMA。FDM是一種物理層技術，可通過高帶寬信道合併並傳輸低帶寬信道。另一方面，FDMA是數據鏈路層中的一種訪問方法。
除了固定分配，FDMA還支持需求分配。需求分配通過使用統計分配過程臨時分配載波頻率，使所有用戶顯然可以連續訪問無線電頻譜。第一FDMA按需分配的衛星系統是由開發通信衛星上使用國際通信衛星系列IVA和V衛星。